# John Kerry
John Forbes Kerry (Aurora, Colorado, 1943. december 11. –) amerikai politikus, az USA korábbi külügyminisztere, a 2004-es elnökválasztás demokrata elnökjelöltje, az amerikai szenátus Massachusetts államból delegált tagja. Kerry a vietnámi háború veteránja, szolgálatból való hazatérése után egy háború ellen tiltakozó veteránszervezet szóvivője volt. 1985-ös szenátusi megválasztása előtt kerületi ügyész, majd Massachusetts alkormányzója volt Michael Dukakis kormányzósága idején. A demokraták jelöltjeként vereséget szenvedett a 2004-es amerikai elnökválasztáson a hivatalban lévő republikánus elnök, George W. Bush ellen. 2013. február 1. és 2017 január 20. között az USA külügyminisztereként szolgált Barack Obama kormányában. 2021 óta elnöki klímaváltozási küldöttként dolgozik Joe Biden alatt.

## Családja és ifjúkora
Apai nagyszülei az Osztrák–Magyar Monarchiából származtak: nagyapja osztrák, nagyanyja, Lőwe Ida (1877-1960), pedig magyar zsidó volt, akik a 20. század elején kikeresztelkedtek majd később kivándoroltak az Egyesült Államokba. Kerry édesapja Richard Kerry már az USA-ban született, a Yale egyetemen szerzett diplomát, majd a második világháború idején az amerikai légierő pilótájaként szolgált. A tehetős amerikai Forbes család sarját, Rosemary Forbest vette feleségül. Négy gyermeküket katolikus hitben nevelték fel. John születése után nem sokkal a család Colorado államból, Massachusettsbe költözött, és apja külügyi pályára lépett.
1954-1955-ben egy svájci iskola növendéke volt. John Kerry életútja számos ponton hasonlít apjáéhoz: a Yale-en tanult, szolgált a hadseregben, és végül a külügynél folytatta pályáját. 1966-ban szerzett meg diplomáját és ezt követően a haditengerészet tagjaként részt vett a vietnámi háborúban, ahol számos alkalommal kitüntették: háromszor kapta meg a sebesülésért járó Bíbor Szív, hősiességéért egyszer a Bronze Csillagot és egyszer az Ezüst Csillagot. Leszerelése után csatlakozott a veteránok háború ellenes mozgalmához (Vietnam Veterans of America) és szóvivője lett a Vietnámi Veteránok a Háború Ellen nevű szervezetnek és ennek révén országos ismertségre tett szert.

## Jogi és politikai pályafutása
1972-ben indult a képviselőházi választáson, de nem szerzett mandátumot. 1976-ban jogi diplomát szerzett a Boston College Low Schoolban, majd Middlesex megye helyettes államügyésze lett. 1979-től ügyvédként tevékenykedett 1982-ig, amikor Massachusetts kormányzóhelyettesévé választották.
1984-ben mandátumot szerzett a szenátusba, ahova később háromszor (1990-ben, 1996-ban, majd 2002-ben) is újraválasztották. Szenátorként a kampányfinanszírozás reformja, a közoktatás finanszírozásának növelése és a hiánycsökkentés tartozott főbb célkitűzései közé de szerepet játszott az Irán-kontra botrány kivizsgálásában, vagy az USA és Vietnám viszonyának normalizálásában is. 2009 és 2013 között vezetője volt a Szenátus külügyi bizottságának.

## A 2004-es elnökválasztás
A 2004-es demokrata előválasztás során Kerry megszerezte a jelöltséget riválisai, John Edwards szenátor, Howard Dean kormányzó és Wesley K. Clark tábornok legyőzésével. Az elsőként megtartott iowai kaukuszon szerzett győzelmet, ami lökést adott addig gyengélkedő kampányának, további már nagyobb különbséggel megszerzett győzelmek követték. 2004 júliusában Kerry bejelentette, hogy John Edwardsot választotta maga mellé alelnökjelöltnek a választásra. 2004 novemberében megtartott választáson Kerry 48%-os eredménnyel, 59 millió szavazatot szerezve alulmaradt George W. Bush hivatalban lévő elnökkel szemben, aki 62 millió szavazatot szerzett.

## Tevékenysége a Demokrata pártban
A választás után Kerry politikai csoportot (Political action committee hozott létre a demokrata színekben induló jelöltek támogatására. Támogatta Barack Obama 2008-as elnökjelöltségét, majd megválasztása után annak politikáját. 2012-ben Obama Kerryt jelölte külügyminiszternek, így 2013. február 1-től ő lett a távozó Hillary Clinton utódja.

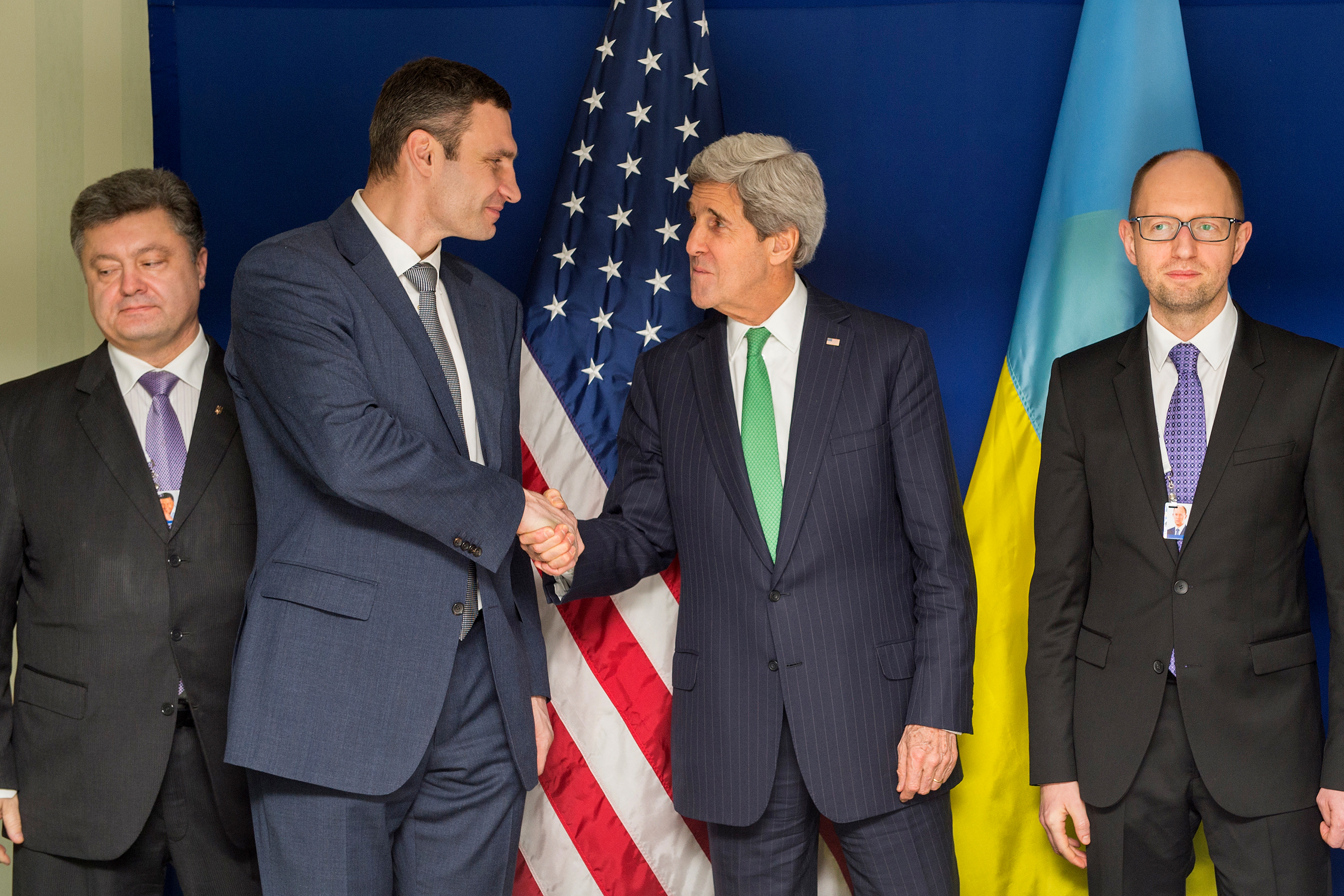
John Kerry találkozója az ukrán ellenzék vezetőivel (Petro Porosenko, Vitalij Klicsko, Arszenyij Jacenyuk) 2014. február 1-én Münchenben.

## Külügyminisztersége
Kerry külügyminiszterségére számos fontos világpolitikai történés esett. 2015-ben megszületett az iráni atommegállapodás, amiben hat nagyhatalom (Oroszország, Kína, az Egyesült Államok, Nagy-Britannia, Franciaország, Németország) és Irán egyezett meg arról hogy Irán milyen feltételek mellett fogja vissza katonai célú nukleáris fejlesztéseit.
2016 nyarán Törökországban sikertelen katonai puccsot kíséreltek meg. A puccskísérlet után Recep Tayyip Erdoğan elnök széles körű tisztogatásba kezdett, és követelte az USA-ban élő ellenfele, Fethullah Gülen kiadását. Az tisztogatás miatt az USA és az egyik legfontosabb katonai szövetségesének számító Törökország viszonya feszültté vált.
Irányítása alatt az amerikai diplomácia kiállt az Izraeli konfliktus kétállami megoldása, azaz az önálló Palesztin állam létrehozása mellett és rendszeresen bírálta Izraelt az általa megszállt területeken létrehozott telepek miatt. Ezért külügyminisztersége idején jelentősen romlottak az amerikai-izraeli kapcsolatok.
2014-ben Oroszország elfoglalta az Ukrajnához tartozó Krím félszigetet, amire válaszul az Európai Unió és az USA is szankciókat vezetett be Oroszországgal szemben. 2014 júliusában a konfliktust tovább mélyítette A Malaysia Airlines 17-es járatának lelövése, amit az amerikai hírszerzés szerint az oroszbarát felkelők követtek el Oroszországtól kapott fegyverekkel, illetve Oroszország katonai beavatkozása a szíriai polgárháborúba, aminek során rendszeresen bombázták az USA által támogatott felkelőket, valamint polgári területeket.
Az Iszlám Állam tevékenységét népirtásnak nevezte 2016 tavaszán, de az USA nem avatkozott be közvetlenül a konfliktusba.
Oldódni kezdtek ugyanakkor Kuba és az Egyesült Államok kapcsolatai külügyminisztersége idején. Kerry több mint ötven év után az első amerikai külügyminiszter volt, aki Kubába látogatott 2015 tavaszán, az USA augusztusban újranyitotta diplomáciai képviseletét Havannában, majd a következő évben az amerikai elnök is ellátogatott a szigetországba.